# Simon Kimbangu

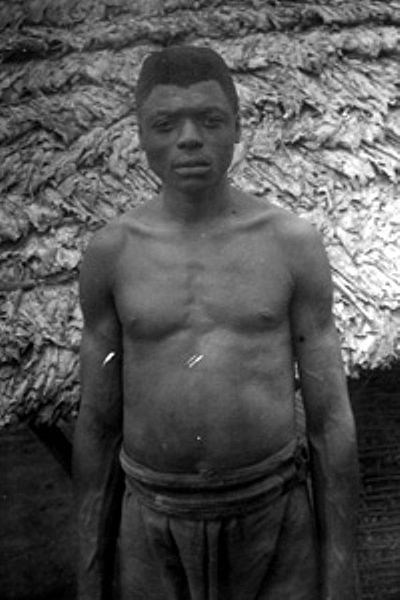
Simon Kimbangu

Simon Kimbangu (Nkamba, 24 september 1889 - Elisabethstad, 12 oktober 1951) was een Congolees geestelijke en de stichter van de Kimbanguïstische Kerk.
Simon Kimbangu werd geboren in de buurt van Thysstad (Mbanza-Ngungu) in het gebied van de Bakongo. Hij kreeg een opleiding in de missiepost van Britse baptisten in Ngombe-Lutete. Hij werd in 1915 gedoopt en werd catecheet en leraar.
In 1918 begon hij visioenen te krijgen. Hij weigerde eerst de opdrachten van Christus te volgen en vertrok naar Leopoldstad (Kinshasa). In 1921 keerde hij naar Nkamba terug en begon te prediken en te genezen door handoplegging als een profeet (Ngunza) van april tot september. Hij kreeg talrijke volgelingen. Hij stelde twaalf apostelen aan en profeteerde het einde van het kolonialisme.
In september 1921 werd hij gearresteerd en ter dood veroordeeld wegens aanstichting tot staatsondermijning, echter, Kimbangu heeft dit nooit toegegeven en had eerder een egalitair dan een verdelend verhaal. De straf werd door koning Albert omgezet tot levenslange opsluiting en hij werd overgebracht naar Elisabethstad (Lubumbashi) in Katanga. Simon Kimbangu overleed op 64-jarige leeftijd in de gevangenis.
Joseph Diangienda, zijn jongste zoon, stichtte de Kerk van Jezus Christus door zijn profeet Simon Kibangu (E.J.C.S.K.). Op 24 december 1959 werd die als nationale kerk erkend en in 1970 toegelaten als lid van de Wereldraad van Kerken.